# Montcerf-Lytton
Montcerf-Lytton est une municipalité du Québec (Canada) dans la municipalité régionale de comté de La Vallée-de-la-Gatineau et la région administrative de l'Outaouais.

## Histoire
Montcerf-Lytton est née le 19 septembre 2001 du regroupement de la municipalité de Montcerf et de la municipalité du canton de Lytton,,.

## Démographie
| 2001 | 2006 | 2011 | 2016 | 2021 |
| ---- | ---- | ---- | ---- | ---- |
| 703  | 739  | 687  | 636  | 653  |

## Administration
Les élections municipales se font en bloc pour le maire et les six conseillers.
| Montcerf-Lytton Maires depuis 2001                                                                                   |                 |         |          |
| Élection | Maire           | Qualité | Résultat |
| 2001 | Fernand Lirette |         | Voir     |
| 2005 | Fernand Lirette | Voir    |          |
| 2009 | Alain Fortin    |         | Voir     |
| 2013 | Alain Fortin    | Voir    |          |
| 2017 | Alain Fortin    | Voir    |          |
| 2021 | Véronique Danis |         | Voir     |
| Élection partielle en italique Depuis 2005, les élections sont simultanées dans toutes les municipalités québécoises |                 |         |          |

## Galerie photos

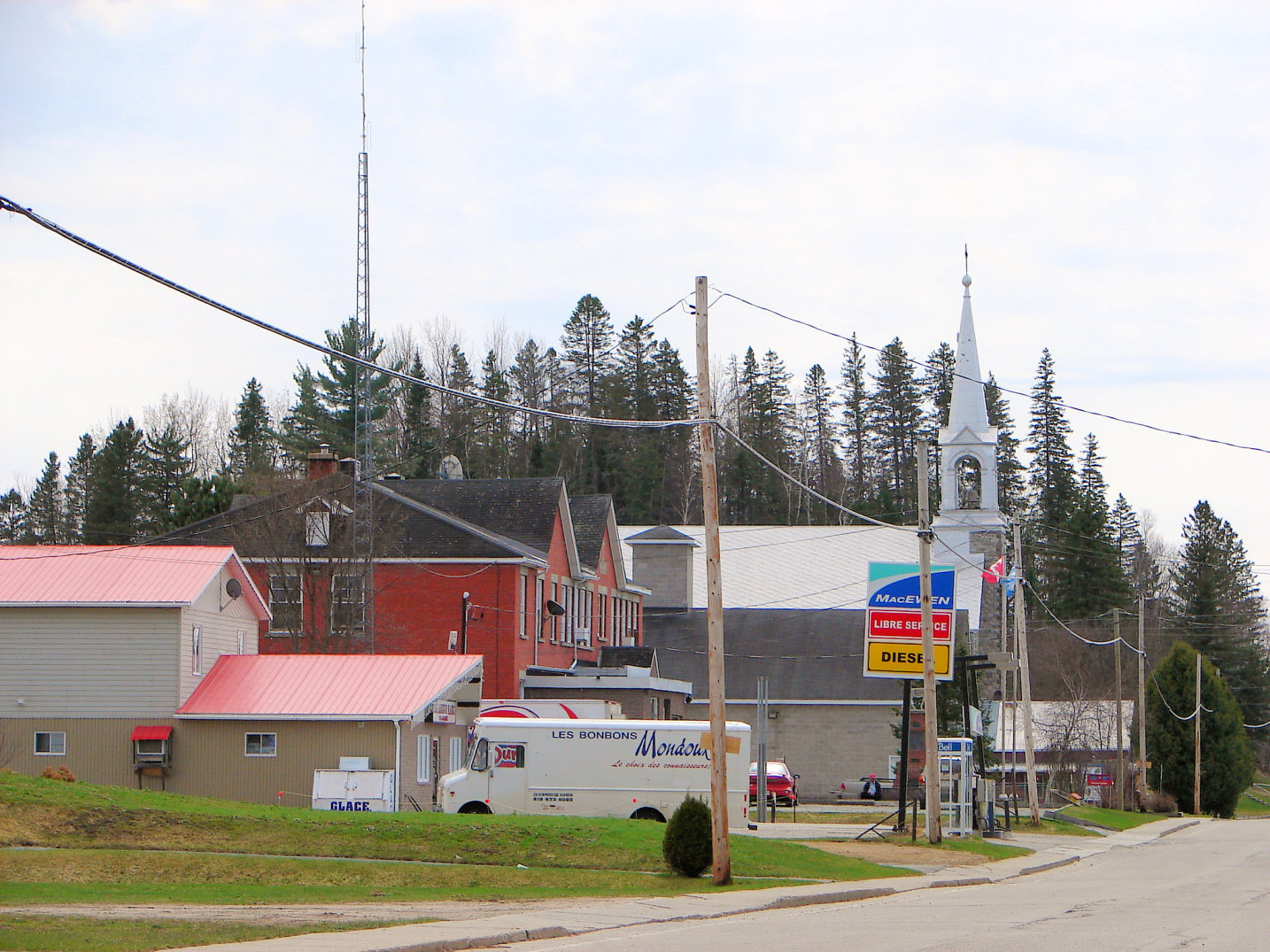
Centre de Montcerf